# Marie Borchardt (Schauspielerin, 1999)
Marie Borchardt (* 2. Mai 1999) ist eine deutsche Schauspielerin.

## Leben und Karriere
Marie Borchardt gab ihr Debüt in der Fernsehserie Schloss Einstein auf KiKA.
Als Technik-Freak Pippi Pigalke gehörte sie von der 15. Staffel (2012) als Hauptdarstellerin zur dreizehnten Schülergeneration innerhalb der Serie an. Ihren Ausstieg hatte sie in der 20. Staffel in Folge 871 (2017). Sie spielte in über 146 Folgen der Serie mit.
Nach über 4 Jahren kehrte Borchardt von April bis Mai 2021 in ihrer alten Rolle, allerdings als nunmehr erwachsene Lehrerin, zu Schloss Einstein zurück.
Marie Borchardt besuchte das Heinrich-Hertz-Gymnasium in Erfurt und wohnte in Erfurt-Kühnhausen. Sie begann ein Studium der Rechtspflege in Hildesheim, brach dieses Studium aber ab und studiert seit 2018 Angewandte Medien- und Kommunikationswissenschaften in Ilmenau, wo sie auch lebt.

## Filmografie
- 2012–2017, 2021: Schloss Einstein (Folge 689–871, 975–1000)